# Beck – 58 minuter
Beck – 58 minuter är svensk TV-film från 2022. Filmen är den tredje i åttonde säsongen baserade på Sjöwall Wahlöös fiktiva polis Martin Beck. Den är regisserad av Lisa Ohlin, med manus skrivet av Anna Platt.
Filmen hade premiär på streamingtjänsten C More den 18 februari 2022, och visades på TV4 längre fram.

## Handling
Ett gisslandrama i realtid, som utspelar sig under 58 intensiva minuter i en TV-morgonstudio.

## Rollista
| - Peter Haber – Martin Beck - Jennie Silfverhjelm – Alexandra Beijer - Martin Wallström – Josef Eriksson - Måns Nathanaelson – Oskar Bergman - Dag Malmberg – Tomas Tormalm - Anna Asp – Jenny Bodén - Jonas Karlsson – Klas Fredén - Elmira Arikan – Ayda Çetin - Ingvar Hirdwall – Grannen - Joakim Nätterqvist – Peter Rosenberg - Maja Söderström – Esther - Lola Zackow – Maya - Anton Lundqvist – Mark - Anna Sise – Irja - Julia Marko-Nord – Mimmi - Samuel Astor – Amir | - Ingela Lundh – Helen - Nils Närman Svensson – Hasse - Bengt Braskered – Abbe Viljanen - Johan Hallström – Merro - Maja Rung – Lisbet - Tilda Ohlin – Amanda - Katrin Sundberg – Zara Somas - Robert Bengtsson – rektor Börje Hansson - Emil Burlin – Lukas - Alexander Gustavsson – Simon - Issa Homsi – Sam - Lena Mossegård – Nina - Lena Nylén – Leila - Isabella Touma Pettersson – Samira - Claes Elfsberg – nyhetsreporter |